# World Series of Poker 1999
 (juillet 2025).
La mise en forme du texte ne suit pas les recommandations de Wikipédia : il faut le « wikifier ».
Les points d'amélioration suivants sont les cas les plus fréquents. Le détail des points à revoir est peut-être précisé sur la page de discussion.
- Les titres sont pré-formatés par le logiciel. Ils ne sont ni en capitales, ni en gras.
- Le texte ne doit pas être écrit en capitales (les noms de famille non plus), ni en gras, ni en italique, ni en « petit »…
- Le gras n'est utilisé que pour surligner le titre de l'article dans l'introduction, une seule fois.
- L'italique est rarement utilisé : mots en langue étrangère, titres d'œuvres, noms de bateaux, etc.
- Les citations ne sont pas en italique mais en corps de texte normal. Elles sont entourées par des guillemets français : « et ».
- Les listes à puces sont à éviter, des paragraphes rédigés étant largement préférés. Les tableaux sont à réserver à la présentation de données structurées (résultats, etc.).
- Les appels de note de bas de page (petits chiffres en exposant, introduits par l'outil «  Source ») sont à placer entre la fin de phrase et le point final[comme ça].
- Les liens internes (vers d'autres articles de Wikipédia) sont à choisir avec parcimonie. Créez des liens vers des articles approfondissant le sujet. Les termes génériques sans rapport avec le sujet sont à éviter, ainsi que les répétitions de liens vers un même terme.
- Les liens externes sont à placer uniquement dans une section « Liens externes », à la fin de l'article. Ces liens sont à choisir avec parcimonie suivant les règles définies. Si un lien sert de source à l'article, son insertion dans le texte est à faire par les notes de bas de page.
- La présentation des références doit suivre les conventions bibliographiques. Il est recommandé d'utiliser les modèles {{Ouvrage}}, {{Chapitre}}, {{Article}}, {{Lien web}} et/ou {{Bibliographie}}. Le mode d'édition visuel peut mettre en forme automatiquement les références.
- Insérer une infobox (cadre d'informations à droite) n'est pas obligatoire pour parachever la mise en page.

Pour une aide détaillée, merci de consulter Aide:Wikification.
Si vous pensez que ces points ont été résolus, vous pouvez retirer ce bandeau et améliorer la mise en forme d'un autre article.
Résultats des World Series of Poker 1999.

## Résultats
| Tournoi                            | Vainqueur      | Prix     | Finaliste        |
| ---------------------------------- | -------------- | -------- | ---------------- |
| $1,500 Limit Hold'em               | Charles Brahmi | $338,000 | John Bonetti     |
| $1,500 Razz                        | Paul Clark     | $84,610  | Simon Zhang      |
| $2,500 Limit Hold'em               | John Esposito  | $219,225 | Mimi Tran        |
| $2,500 Seven Card Stud             | David Grey     | $199,000 | Eli Balas        |
| $2,500 Pot Limit Omaha w/Rebuys    | Hassan Kamoei  | $173,000 | Norbert Hoelting |
| $2,500 Seven Card Stud Hi-Lo Split | Ron Long       | $170,000 | Brian Nadell     |
| $2,500 No Limit Hold'em            | Eric Holum     | $283,975 | Ted Forrest      |
| $2,500 Limit Omaha                 | Tom Franklin   | $104,000 | Erik Alps        |
| $2,500 Omaha Hi-Lo Split           | Steve Badger   | $186,000 | Larry Anderson   |
| $3,000 Limit Hold'em               | Josh Arieh     | $202,800 | Humberto Brenes  |
| $3,500 No Limit Hold'em            | Mike Matusow   | $265,475 | Alex Brenes      |
| $3,000 Pot Limit Hold'em           | Layne Flack    | $224,400 | Matt Lefkowitz   |
| $5,000 Limit Hold'em               | Eli Balas      | $220,000 | Annie Duke       |
| $1,500 Omaha Hi-Lo Split           | Mike Wattel    | $134,865 | Ed Smith         |
| $1,000 Ladies' Seven Card Stud     | Christina Pie  | $34,000  | LaVonne Joyce    |

## Table Finale du Main Event
| Place | Nom               | Prix       |
| ----- | ----------------- | ---------- |
| 1er   | Noel Furlong      | $1,000,000 |
| 2e    | Alan Goehring     | $768,625   |
| 3e    | Padraig Parkinson | $489,125   |
| 4e    | Erik Seidel       | $279,500   |
| 5e    | Chris Bigler      | $212,420   |
| 6e    | Huck Seed         | $167,700   |